# Bistum Juigalpa
Das Bistum Juigalpa (lateinisch Dioecesis Iuigalpensis, spanisch Diócesis de Juigalpa) ist ein in Nicaragua gelegenes römisch-katholisches Bistum mit Sitz in Juigalpa. Es umfasst die Departamentos Chontales und Río San Juan.

## Geschichte
Mit der Apostolischen Konstitution Christi voluntas gründete Papst Johannes XXIII. die Territorialprälatur Juigalpa am 21. Juli 1962 aus Gebietsabtretungen des Bistums Granada. Am 30. April 1991 wurde sie mit der Apostolischen Konstitution Dilectis sane zum Bistum erhoben.

## Ordinarien

### Prälatenvon Juigalpa
- Julián Luis Barni Spotti OFM (14. August 1962–22. Juni 1970, dann Bischof von Matagalpa)
- Pablo Antonio Vega Mantilla (16. November 1970–30. April 1991)

### Bischöfe von Juigalpa
- Pablo Antonio Vega Mantilla (30. April 1991–29. Oktober 1993, zurückgetreten)
- Bernardo Hombach Lütkermeier (28. Februar 1995–15. Dezember 2003, dann Bischof von Granada)
- René Sócrates Sándigo Jiron (28. Oktober 2004–29. Juni 2019)
- Marcial Humberto Guzmán Saballos (seit 24. September 2020)